# 和久井節緒
和久井 節緒（わくい せつお、1932年〈昭和7年〉3月5日 - 1981年〈昭和56年〉1月18日）は、日本の声優、俳優。東京府日本橋区（現：東京都中央区）出身。東京俳優生活協同組合に所属していた。

## 略歴
東京府日本橋区（現：東京都中央区）で誕生。
日本大学芸術学部演劇学科卒業。
1954年、ドラマグループ二十一世紀参加。劇団新芸設立を経て、一時的に芸能界から離れていたが復帰。1957年、金星プロ所属、1959年、PTC芸能部所属、東京俳優生活協同組合、笹の会、文芸プロを経て、再び東京俳優生活協同組合に所属していた。
『ジ・アニメ』で連載されていた『勝田久の声優入門』にあるニュースによると、1981年当時は、体調が悪かったものの、同年1月17日夕刻まで、CM録音に奮戦して、帰宅後に胸の苦しみを訴えて直ちに入院。しかし、3時間後の同年1月18日未明、肺炎により死去。48歳没。このことは、「がまん強い昭和一ケタ声優の壮烈な戦死」と評している。

## 人物・特色
声種はテノール。
役柄としては、独特の癖のある声質を生かして、怪人、小太り系のキャラクターを多く演じていた。悪役では、台詞回しにビブラートを効かせていた発声法を多く用いていた不気味な演技を得意にしていた。

## 出演

### テレビドラマ
- そのまた春や春（1967年、TBS）
- レモンのような女 第5話（1967年、TBS）
- ひとごろし（1970年、TBS）
- だいこんの花 第7話（1970年、NET）
- 時間ですよ 第2シリーズ（1971年、TBS）
- タイム・トラベラー（1972年、NHK） - 精神病棟の医師 ※「和久井節夫」名義
- 荒野の素浪人（NET / 三船プロ）
  - 第1シリーズ 第11話「決闘 傷だらけの必殺剣」（1972年）
  - 第2シリーズ 第27話「土砂降り」（1974年） - 番頭
- 特別機動捜査隊 第636話「つめたい故郷の風」（1974年、NET / 東映） - 楽器屋
- ユタとふしぎな仲間たち（1974年、NHK）
- 闘え!ドラゴン 第4話「ドラゴン対黒い豹」（1974年、東京12チャンネル / 宣弘社） - 吹き矢の留吉
- 傷だらけの天使 第2話「悪女にトラック一杯の幸せを」（1974年、日本テレビ / 東宝） - 食器問屋の男
- 花くらべ（1975年、東海テレビ） - 歯科医院の患者
- 燃える捜査網 第3話「殺しの罠」（1975年、NET / 東映） - カリヤ
- 太陽にほえろ!（東宝 / NTV）
  - 第154話「自首」（1975年） - ぶどうトラック運転手
  - 第221話「刑事失格!?」（1976年） - 喫茶店マスター
  - 第240話「木枯らしの中で」（1977年） - 大衆食堂の客
  - 第255話「本日多忙」（1977年） - アパート管理人
  - 第326話「捜査」（1978年） - きくや旅館主人
- 風と雲と虹と（1976年、NHK大河ドラマ）
- 三男三女婿一匹 第7話（1976年、TBS）
- あにき（1977年、TBS）
- 新五捕物帳 第12話（1977年、日本テレビ） - ほてい屋
- 大都会 PARTII 第20話「狙われる」（1977年、NTV / 石原プロ） - ナイトクラブマネージャー
- 若さま侍捕物帳 第7話（1978年、テレビ朝日 / 国際放映 / 前進座） - 大工
- 東芝日曜劇場「松本清張おんなシリーズ・馬を売る女」（1978年、TBS）
- 西遊記 第7話「日照り妖怪の罠」（1978年、日本テレビ/ 国際放映） - 村人
- 江戸の牙（1979年、テレビ朝日 / 三船プロ）第6話、第19話
- 伝七捕物帳 第1話（1979年） - 仲間
- 熱中時代・刑事編 第16話「ミッキーをだました男」（1979年、日本テレビ / ユニオン映画） - 父親
- 桃太郎侍 第167話「飛んで火に入る仇討娘」（1979年、日本テレビ/ 東映） - 旦那
- ゆうひが丘の総理大臣 第29話・第37話（1979年、日本テレビ / ユニオン映画） - 青田の父
- 大都会 PARTIII（日本テレビ/ 石原プロ）　
  - 第8話「野獣の叛乱」（1978年） - 理髪店店長
  - 第32話「城西市街戦」（1979年） - 中華料理店主
- 江戸の牙（1979年、テレビ朝日）
- 探偵物語 第2話「サーフシティ・ブルース」（1979年、日本テレビ） - 切りつけられる野次馬
- 池中玄太80キロ（1980年、日本テレビ）
- 爆走!ドーベルマン刑事 第6話「アレックスを射殺せよ!」（1980年、テレビ朝日 / 東映）
- ぼくとマリの時間旅行（1980年、NHK）
- 土曜ナナハン学園危機一髪「グッバイ・ミュージック・メイト」（1980年9月27日、フジテレビ） - 金丸
- 男子の本懐（1981年、NHK）

### テレビアニメ
1963年
- 鉄腕アトム (アニメ第1作)

1965年
- スーパージェッター（雷電タメ夫）

1966年
- おそ松くん（デカパン〈2代目〉）
- 海賊王子（カトル）

1967年
- 悟空の大冒険（ベロリベロベロ）
- スカイヤーズ5（ポルカ）

1968年
- 怪物くん
- ファイトだ!!ピュー太（長官）

1970年
- サザエさん
- あしたのジョー（1970年 - 1971年）

1973年
- ジャングル黒べえ
- ドロロンえん魔くん（1973年 - 1974年）

1974年
- 小さなバイキングビッケ（ウルメ）

1975年
- 元祖天才バカボン
- タイムボカン（ダルイダス大王）

1976年
- ポールのミラクル大作戦（塾長）
- UFO戦士ダイアポロン（ヒドー）

1978年
- 女王陛下のプティアンジェ（ウイリー）
- ルパン三世 (TV第2シリーズ)（1978年 - 1980年）

1979年
- ドカベン（権左）
- ドラえもん（テレビ朝日版第1期）（和菓子屋さん、お巡りさん）

1980年
- 怪物くん（マンモスラ）
- ずっこけナイトドンデラマンチャ（サンチョ）

### 劇場アニメ
- ジャングル大帝（1966年）
- ながぐつ三銃士（1972年、チビ[14]）

### 吹き替え
- 狼の館（大臣〈ジョン・バード〉）
- おかしなおかしなおかしな世界（ベンジー〈バディ・ハケット〉）
- 海底大戦争 スティングレイ
  - 海底の魚神（X20）
  - 危うし! マリンビル基地（テカール）
  - X20の百面相作戦（ジョニー・スウォーナラ）
- 金庫破り（ライト〈チャーリー・ドレイク〉）
- 刑事コロンボ 愛情の計算（ホワイトヘッド）
- コロラドの急襲（ブーン〈スリム・ピケンズ〉）
- サーカスの世界 ※日本テレビ版
- 三ばか大将（カーリー）
- 紳士泥棒 大ゴールデン作戦
- 0011ナポレオン・ソロ
- 不思議な世界・未来戦争の恐怖（プラスチックマックマン〈ロイ・キニア〉）
- マシンガン・パニック/笑う警官
- ローハイド（写真屋 他）

### 人形劇
- ひょっこりひょうたん島（ノラ）
- ネコジャラ市の11人（ドンドコショ、シーラのカン太郎）

### 特撮
- アクマイザー3（カッパードの声、大東京冷凍製氷株式会社社長）
- イナズマン（カビバンバラの声、カガミバンバラの声）
  - イナズマンF（ドリルデスパーの声、再生ドリルデスパーの声）
- 宇宙鉄人キョーダイン（ゴンベスの声）
- ウルトラシリーズ
  - ウルトラQ（靴磨きの客）※「我久井節緒」名義
  - ウルトラセブン（警官）
- 怪奇大作戦（駐在）
- 快獣ブースカ（中馬）
- 恐怖劇場アンバランス（管理人）
- 5年3組魔法組（マジシャン）
- 人造人間キカイダー（レッドコンドルの声、ギンガメの声、アオタガメの声、キイロアリジゴク三兄弟の声、ヒトデムラサキの声、白骨ムササビの声）
  - キカイダー01（ブルーハカイダーの声、死神ロボットの声、シャドウ鬼ヒトデ1号の声、キチガイバトの声）
- 好き! すき!! 魔女先生（黒ピエロの声）
- 正義のシンボル コンドールマン（ヘドロンガーの声、ゼニクレージーの声〈初代〉）
- チビラくん（ヤダンの声）
- 超人バロム・1（ケラゲルゲの声）
- 超神ビビューン（八百屋）
- 秘密戦隊ゴレンジャー（アバラ仮面の声）
- プロレスの星 アステカイザー（実況アナウンサー）
- メガロマン（精次の父）
- がんばれ!!ロボコン
- ロボット110番（テレビ修理）

## 音楽
- 『宇宙鉄人キョーダイン』の挿入歌「ゴンゴンゴンベス」（作詞：八手三郎、作・編曲：菊池俊輔、コーラス：コロムビアゆりかご会）

## 舞台演出
- ほたるの歌（1955年、ドラマグループ二十一世紀）[15]